# Limbaži
Limbaži er beliggende i Limbažis distrikt i det nordlige Letland og fik byrettigheder i 1385. Byen er beliggende cirka 90 kilometer nordøst for Letlands hovedstad Riga. I middelalderen lå Limbaži i Livland og bestod af en fæstning. Før Letlands selvstændighed i 1918 var byen også kendt på sit tyske navn Lemsal.